# Hegyeshalom vasútállomás

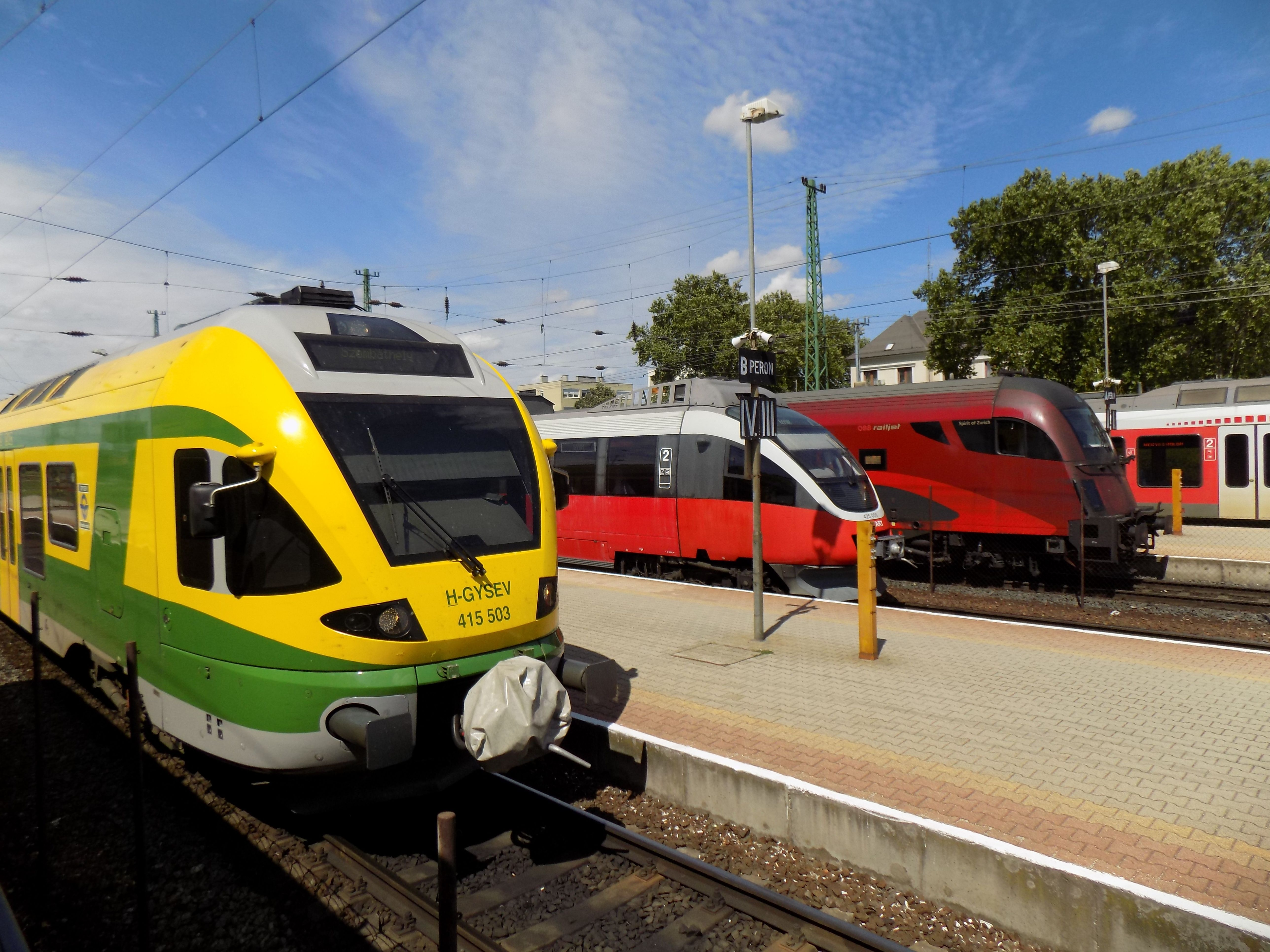
MÁV, GYSEV és ÖBB vonatok az állomáson

Hegyeshalom vasútállomás Hegyeshalom település vasútállomása, amelyet a MÁV üzemeltet. A település belterületének délnyugati szélén helyezkedik el, közúti elérését az 1-es főútból kiágazó 85 306-os számú mellékút (települési nevén Szent István király utca) biztosítja.
A községben 1855. december 24-én indult meg a vasúti forgalom, amikor átadták a Győr és Bruck közötti 78 km hosszú vasútvonalat.

## Vonalak
- 1-es vonal (Budapest–Hegyeshalom–Rajka) – Budapesttől 178 km-re[2]
- 16-os vonal (Hegyeshalom–Szombathely)
- 132-es vonal (Szlovákia) (Pozsony–Hegyeshalom) – Pozsonytól 48 km-re[3]
- Ostbahn (Bécs–Hegyeshalom)

## Forgalom
| Járat                                               | Útvonal | Gyakoriság                                                                      |
| --------------------------------------------------- | --- | ------------------------------------------------------------------------------- |
| személyvonat                                        | Hegyeshalom – Bezenye – Rajka | Napi 3 pár                                                                      |
| személyvonat                                        | Hegyeshalom – Bezenye – Rajka – Rusovce (Oroszvár) – Bratislava-Petržalka (Pozsonyligetfalu) | Napi 4-5 pár                                                                    |
| személyvonat                                        | Győr – Abda – Öttevény – Lébény-Mosonszentmiklós – Kimle-Károlyháza – Mosonmagyaróvár – Levél – Hegyeshalom (– Bezenye – Rajka) | 2 óránként                                                                      |
| személyvonat                                        | Szombathely – Vép – Porpác – Ölbő-Alsószeleste – Pósfa – Hegyfalu – Vasegerszeg – Vámoscsalád – Répcelak – Csánig (← Dénesfa) – Beled – Vica (← Páli-Vadosfa) – Magyarkeresztúr-Zsebeháza – Szil-Sopronnémeti – Csorna – Bősárkány – Hanságliget – Jánossomorja – Mosonszolnok – Hegyeshalom | Napi 1 Hegyeshalom felé, napi 4 Szombathely felé                                |
| személyvonat                                        | Csorna – Bősárkány – Hanságliget – Jánossomorja – Mosonszolnok – Hegyeshalom – Bezenye – Rajka | Napi 2 pár                                                                      |
| személyvonat                                        | Csorna – Bősárkány – Hanságliget – Jánossomorja – Mosonszolnok – Hegyeshalom | Napi 5 Hegyeshalom felé, napi 2 Csorna felé                                     |
| gyorsított személyvonat                             | Budapest-Keleti – Ferencváros – Budapest-Kelenföld – (Biatorbágy → Bicske alsó → Bicske →) Alsógalla – Tatabánya (← Vértesszőlős) – Tóvároskert – Tata (← Almásfüzitő ← Almásfüzitő felső ← Szőny) – Komárom – Ács (← Nagyszentjános ← Győrszentiván) – Győr-Gyárváros – Győr – Abda – Öttevény – Lébény-Mosonszentmiklós – Mosonmagyaróvár – Levél – Hegyeshalom | Munkanapokon napi 1-2 pár                                                       |
| EuroRegio                                           | Győr – Abda – Öttevény – Lébény-Mosonszentmiklós – Kimle-Károlyháza – Mosonmagyaróvár – Levél – Hegyeshalom – Nickelsdorf (Miklóshalma) – Zurndorf (Zurány) – Parndorf (Pándorfalu) – Parndorf Ort (Pándorfalu község) – Bruck a.d. Leitha (Bruck-Királyhida)(– Götzendorf – Gramatneusiedl – Wien Grillgasse – Wien Hauptbahnhof (Bécs)) | 2 óránként                                                                      |
| EuroRegio                                           | Hegyeshalom – Nickelsdorf (Miklóshalma) – Zurndorf (Zurány) – Parndorf (Pándorfalu) – Parndorf Ort (Pándorfalu község) – Bruck a.d. Leitha (Bruck-Királyhida) – Götzendorf – (Gramatneusiedl – Himberg –) Wien Grillgasse – Wien Hauptbahnhof (Bécs) | Napi 6 pár                                                                      |
|                                                     | Budapest-Déli – Budapest-Kelenföld – Győr – Mosonmagyaróvár – Hegyeshalom – Wien Meidling (Bécs Meidling) – Wien Hauptbahnhof (Bécs főpályaudvar) – Břeclav – Brno hl.n. (Brno főpályaudvar) – Brno-Židenice – Praha hl.n. (Prága főpályaudvar) | Napi 4 pár (2 pár Budapest és Prága között, 2 pár csak Budapest és Bécs között) |
| xpress                                              | Budapest-Keleti – Budapest-Kelenföld – Tatabánya – Győr – Mosonmagyaróvár – Hegyeshalom – Wien Hauptbahnhof (Bécs) – Wien Meidling – St. Pölten Hauptbahnhof – Linz Hauptbahnhof – Salzburg Hauptbahnhof – Kufstein – Wörgl (← Jenbach) – Innsbruck Hauptbahnhof – Ötztal – Landeck-Zams – Sankt Anton Am Arlberg – Bludenz – Feldkirch – Buchs – Sargans – Zürich Hauptbahnhof | Napi 1-2 pár                                                                    |
| xpress                                              | Budapest-Keleti – Budapest-Kelenföld – Tatabánya – Győr – Mosonmagyaróvár – Hegyeshalom – Wien Hauptbahnhof (Bécs) – Wien Meidling – St. Pölten Hauptbahnhof – Linz Hauptbahnhof – (Wels Hauptbahnhof –) Salzburg Hauptbahnhof – (Rosenheim –) München Hauptbahnhof (hetente 2 pár tovább: München-Pasing – Augsburg Hauptbahnhof – (Günzburg →) Ulm Hauptbahnhof – Stuttgart Hauptbahnhof – Mannheim Hauptbahnhof – Frankfurt am Main Flughafen Fernbahnhof – Frankfurt Hauptbahnhof)                                     | 2 óránként                                                                      |
| Kálmán Imre EuroNight                               | Budapest-Keleti – Budapest-Kelenföld – Tatabánya – Győr – Mosonmagyaróvár – Hegyeshalom – Wien Hauptbahnhof (Bécs) – Wien Meidling – St. Pölten Hauptbahnhof – Linz Hauptbahnhof – (Wels Hauptbahnhof →) Salzburg Hauptbahnhof (közvetlen kocsikkal tovább Zürichbe) – Rosenheim – München Ostbahnhof – München Hauptbahnhof | Napi 1 pár                                                                      |
| Csárdás, Lehár, Liszt Ferenc és Semmelweis EuroCity | Budapest-Keleti – Budapest-Kelenföld – Tatabánya – Győr – Mosonmagyaróvár – Hegyeshalom – Wien Hauptbahnhof (Bécs) | Napi 4 pár                                                                      |
| Advent EuroCity                                     | Budapest-Keleti – Budapest-Kelenföld – Tatabánya – Komárom – Győr – Mosonmagyaróvár – Hegyeshalom – Wien Hauptbahnhof (Bécs) | Decemberi szombatokon napi 1 pár                                                |
| Hortobágy EuroCity                                  | Wien Hauptbahnhof (Bécs) – Hegyeshalom – Mosonmagyaróvár – Győr – Tatabánya – Budapest-Kelenföld – Budapest-Keleti – Szolnok – (Szajol →) Törökszentmiklós – (Fegyvernek-Örményes →) Kisújszállás – Karcag – Püspökladány – (Kaba →) Hajdúszoboszló – (Ebes →) Debrecen – Nyíregyháza – Demecser – Kisvárda – Záhony (közvetlen kocsikkal tovább: Csap (Чоп) – Munkács (Мукачево) – Szolyva (Свалява) – Szlavszke (Славське) – Sztrij (Стрий) – Lviv-Holovnij (Льві́в-Головни́й) – Kijiv-Paszazsirszkij (Київ-Пасажирський)) | Napi 1 pár                                                                      |
| Transilvania-Szamos EuroCity                        | Wien Hauptbahnhof (Bécs) – Hegyeshalom – Mosonmagyaróvár – Győr – Tatabánya – Budapest-Kelenföld – Budapest-Keleti – Szolnok – Törökszentmiklós – Kisújszállás – Karcag – Püspökladány (közvetlen kocsikkal tovább Nagybánya felé) – Báránd – Sáp – Berettyóújfalu – Mezőpeterd – Biharkeresztes – Episcopia Bihor (Biharpüspöki) – Oradea (Nagyvárad) – Aleșd (Élesd) – Șuncuiuș (Vársonkolyos) – Bratca (Barátka) – Ciucea (Csucsa) – Huedin (Bánffyhunyad) – Cluj-Napoca (Kolozsvár)                                    | Napi 1 pár                                                                      |
| Dacia EuroCity                                      | Wien Hauptbahnhof (Bécs) – Hegyeshalom – Mosonmagyaróvár – Győr – Tatabánya – Budapest-Kelenföld – Budapest-Keleti – Szolnok – Békéscsaba – Lőkösháza – Curtici (Kürtös) – Arad (Arad) – Deva (Déva) – Simeria (Piski) – Alba Iulia (Gyulafehérvár) (← Coșlariu (Koslárd)) – Blaj (Balázsfalva) – Mediaș (Medgyes) – Sighișoara (Segesvár) – Brașov (Brassó) – Predeal (Predeál) – Sinaia – Ploiești Vest – București Nord                                                                                                 | Napi 1 pár                                                                      |

## Peronok
Az állomáson három peron található. A hosszuk egyenként:
- A peron：400 m
- B peron：310 m
- C peron：250 m